# Pounamuella ramsayi
Pounamuella ramsayi là một loài nhện trong họ Orsolobidae.
Loài này thuộc chi Pounamuella. Pounamuella ramsayi được Raymond Robert Forster miêu tả năm 1956.